# Chondrodera subvitrea
Chondrodera subvitrea är en insektsart som beskrevs av Karsch 1891. Chondrodera subvitrea ingår i släktet Chondrodera och familjen vårtbitare. Inga underarter finns listade i Catalogue of Life.